# Kloster St. Josef (Salzburg)

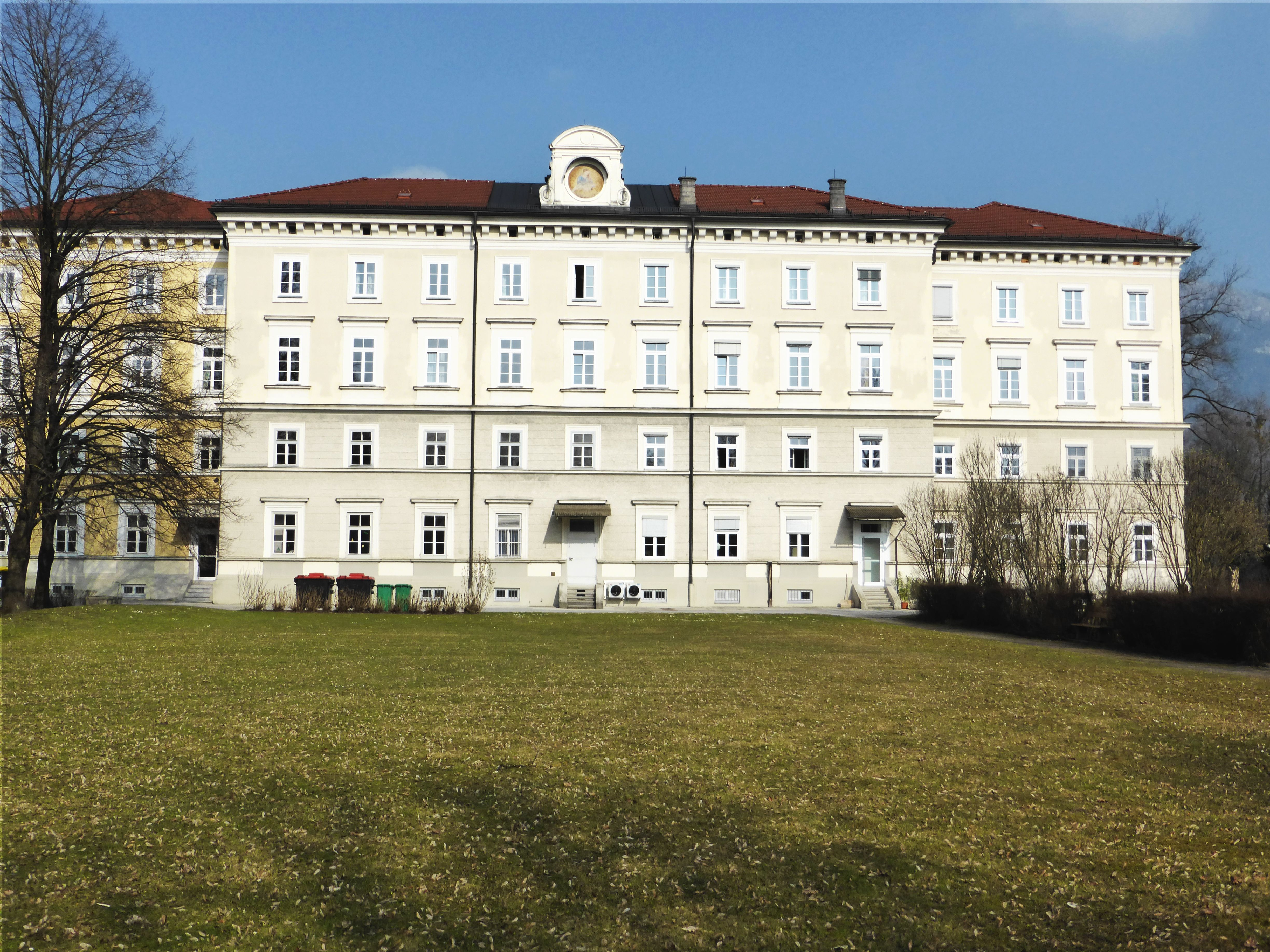
Gartenfront

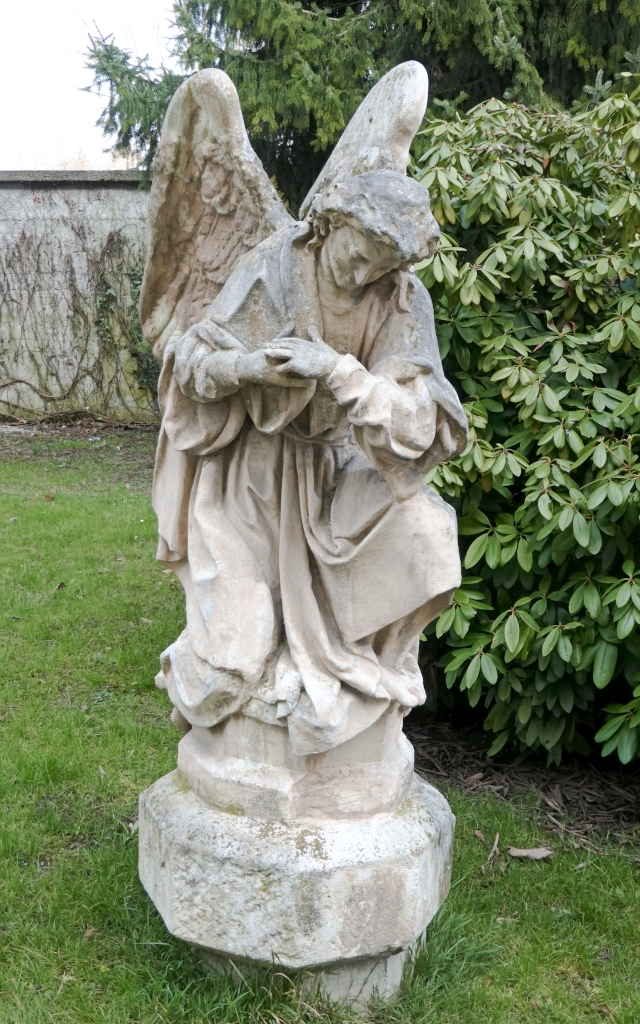
Gartenfigur

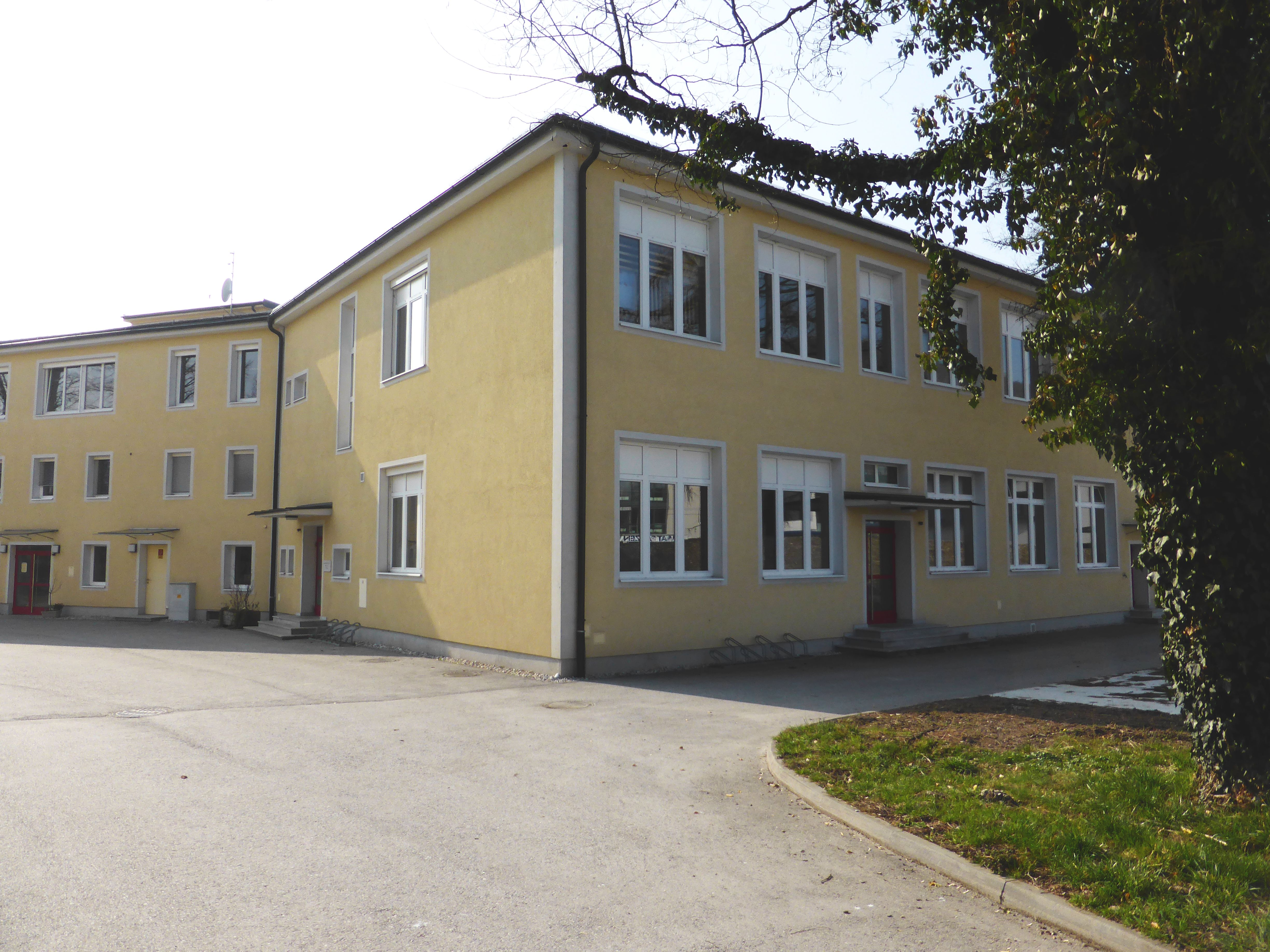
Kindergartengebäude

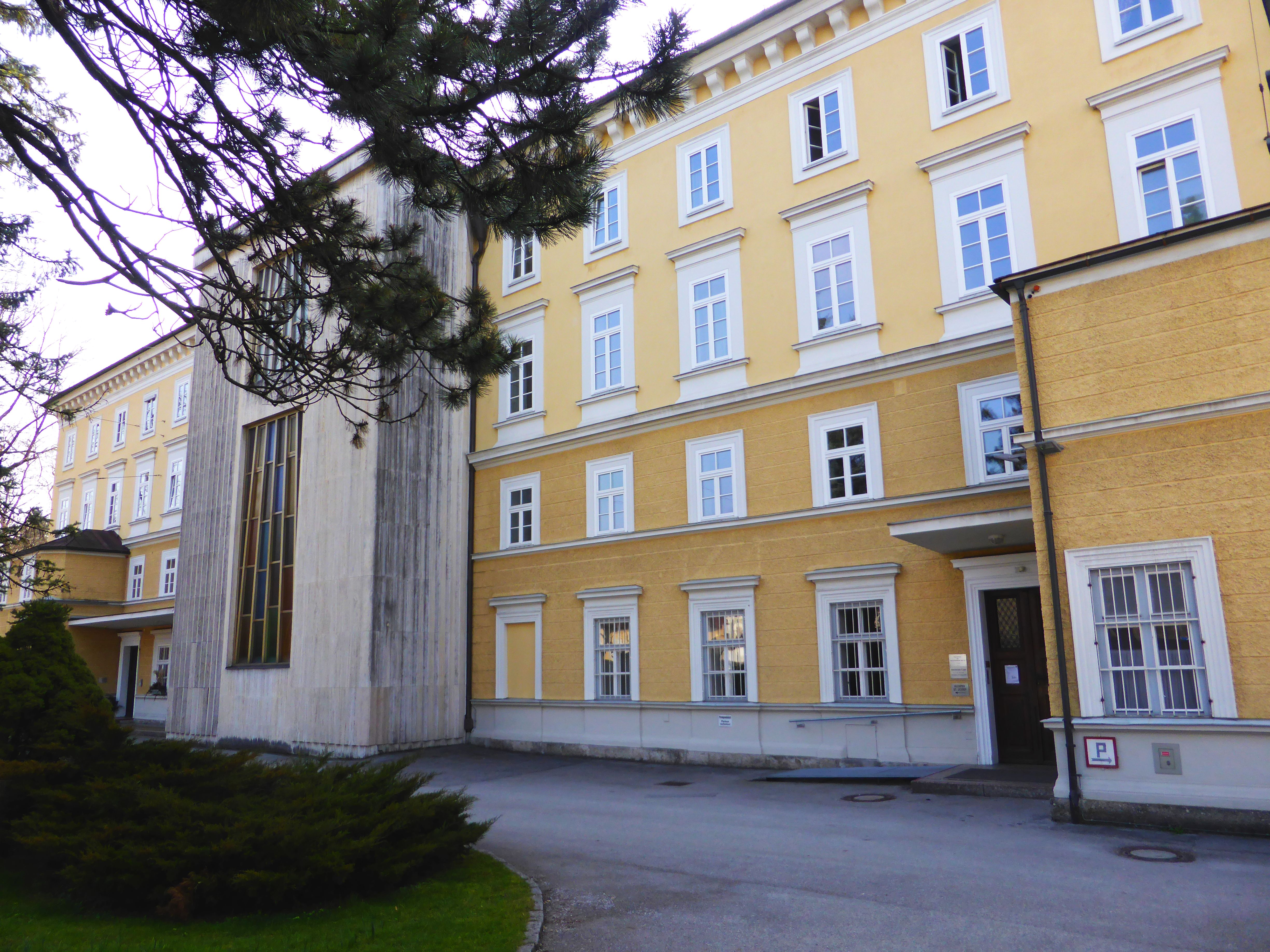
Straßenfront mit Eingang zur Kirche

Das Kloster St. Josef ist ein ehemaliges Kloster in der österreichischen Landeshauptstadt Salzburg im Stadtteil Nonntal (Hellbrunner Straße 14). Namensgebend war der nächstgelegene Gutshof St. Josef im Stadtteil Josefiau. Das Kloster wurde von der Kongregation der Schwestern vom Guten Hirten geleitet. Diese Schwestern engagieren sich für Menschen, die am Rand der Gesellschaft stehen oder in Notsituationen leben, besonders für Frauen und Mädchen. Heute leiten sie auf dem Gelände drei Fachschulen.

## Geschichte
1878 wandte sich Theresia von Piller mit dem Anliegen, ein Zufluchtshaus für Frauen in Salzburg zu gründen, an Fürsterzbischof Franz Albert Eder, bereits am 6. Jänner 1880 Eröffnung konnte vorläufig ein kleines Zufluchthaus auf dem Nonnberg eröffnet werden. Zudem wurde der Grundbesitz des  ehemaligen Lanzer Hofes in der Hellbrunnerstraße erworben und im September 1882 konnte das Gut bezogen werden. Grundsteinlegung für den Kirchenbau war der 27. März 1884; am 17. Juni 1886 konnte die Herz-Mariä Kirche durch Fürsterzbischof Albert Eder eingeweiht werden.
Das Gebäude im Nonntal wurde 1885 nach Plänen von Valentin Ceconi durch Walter Demel errichtet.
Neben einem Haus für Frauen und Mädchen (Eine Rettungsanstalt für verwahrloste Mädchen, wie es im Jahresbericht von 1883 heißt) wurde hier am 16. September 1908 eine Privat-Volksschule unter Leitung der Schwestern eröffnet. Am 23. September 1935 wurde auch eine Haushaltungsschule eingerichtet.
In der Zeit des Zweiten Weltkrieges wurde am 17. Oktober 1938 das Haus St. Josef geschlossen und zu einem Reserve-Lazarett umfunktioniert. Das Heimkehrerspital wurde nach Kriegsende am 1. Jänner 1947 aufgelöst und das Haus an den Orden zurückgeben; 1949 fand die Wiedereröffnung der Hauswirtschaftsschule statt. 1949 wurde auch die Volksschule wieder eröffnet (die 1978 in eine Hauptschule umgewandelt wurde), zudem wurde  eine Lehrwerkstätte für Damenkleidermacher, Wäscheerzeuger sowie Bügler eingerichtet (geschlossen 1991). 1976 wird noch ein Kindergarten eingerichtet und die bis dahin betriebene Landwirtschaft geschlossen. Am 14. September 1983 verließen die Kontemplativen Schwestern das Kloster und übersiedelten in das Stift Baumgartenberg.

## Kloster St. Josef in der Gegenwart
1991 wird die Lehrwerkstätte für Damenkleidermacher geschlossen und der Kindergarten an Laienkräfte übergeben. 1992 wird auch das sozialpädagogische Mädchenheim geschlossen. Die freigewordenen Räume werden an die Katholische Hochschulgemeinde (KHG) vermietet und das Studentenheim „St. Josef“ wird gegründet.
In den ehemaligen Klostergebäuden wird 2000/01 eine Wirtschaftsfachschule eingerichtet und 2001/2002 mit dem Schulversuch „Zweijährige Wirtschaftsfachschule“ begonnen. 2003/2004 wird hier eine Schule für medizinische Verwaltung eröffnet und 2004/2005 ist der Beginn des Schulversuches „Einjährige Wirtschaftsfachschule Modell St. Josef“. 2009/2010 beginnt eine Höhere Lehranstalt für wirtschaftliche Berufe mit dem Ausbildungsschwerpunkt „Medizinische Verwaltung“.
Vor dem Sommer 2020 sind alle Schwestern in das Stift Baumgartenberg übersiedelt. Die Schule bleibt erhalten, wird aber baulich in den Nordtrakt des ehemaligen Klosters verlegt. Die Liegenschaft wurde wohl von Marriott International übernommen, es sollen servicierte also möblierte Eigentumswohnungen entstehen. Auch soll ein Hotel im Sinne der Autograph Collection entstehen.